# 9450 Akikoizumo
9450 Akikoizumo eller 1998 BT1 är en asteroid i huvudbältet som upptäcktes den 19 januari 1998 av den japanska astronomen Takao Kobayashi vid Ōizumi-observatoriet. Den är uppkallad efter Akiko Izumo